# Phạm Hồng Sơn (thiếu tướng công an)
Phạm Hồng Sơn là một tướng lĩnh của lực lượng Công an nhân dân Việt Nam với quân hàm Thiếu tướng. Ông hiện giữ chức vụ Phó Cục trưởng Cục Cảnh sát điều tra tội phạm về ma túy, Bộ Công an Việt Nam.

## Tiểu sử
Phạm Hồng Sơn là đảng viên Đảng Cộng sản Việt Nam, sinh năm 1962
Từ tháng 9 năm 2015 đến tháng 11 năm 2018, ông là Ủy viên Ban thường vụ Tỉnh ủy Bắc Ninh, Giám đốc Công an tỉnh Bắc Ninh.
Ông là Ủy viên Ủy ban nhân dân tỉnh Bắc Ninh nhiệm kỳ 2011 - 2016.
Ngày 23 tháng 11 năm 2018, Đại tá Phạm Hồng Sơn nhận quyết định của Bộ trưởng Bộ Công an Việt Nam Tô Lâm thôi giữ chức vụ Giám đốc Công an tỉnh Bắc Ninh đến nhận công tác và giữ chức vụ Phó Cục trưởng Cục Cảnh sát phòng chống tội phạm về môi trường, Bộ Công an.
Tháng 9 năm 2019, Phạm Hồng Sơn là Thiếu tướng Công an nhân dân Việt Nam, Phó Cục trưởng Cục Cảnh sát điều tra tội phạm về ma túy, Bộ Công an Việt Nam.

## Lịch sử thụ phong quân hàm
| Năm thụ phong | –      | 2019        |
| ------------- | ------ | ----------- |
| Quân hàm      |        |             |
| Cấp bậc       | Đại tá | Thiếu tướng |